# Rikard Andreasson
Rikard Andreasson (22 gennaio 1979) è un ex fondista svedese.

## Biografia
In Coppa del Mondo esordì il 14 marzo 2001 a Borlänge (76°) e ottenne l'unico podio il 23 novembre 2008 a Gällivare (2°). Non prese mai parte né a rassegne olimpiche né iridate.

## Palmarès

### Coppa del Mondo
- Miglior piazzamento in classifica generale: 96º nel 2006
- 1 podio (a squadre):
  - 1 secondo posto

### Marathon Cup
- Miglior piazzamento in classifica generale: 9º nel 2011
- 1 podio:
  - 1 secondo posto